# Міфуне Тосіро
Тошіро Міфуне (яп. 三船 敏郎, みふね としろう; нар. 1 квітня 1920 — пом. 24 грудня 1997) — японський актор, кінорежисер і кінопродюсер періоду Сьова. Один із найвідоміших акторів японського кіно, що багато працював з режисером Акірою Куросавою.
Почесний мешканець міста Лос-Анджелес.
На Міжнародному кінофестивалі у Венеції двічі отримував «Кубок Вольпі» за найкращу чоловічу роль.

## Фільмографія
- 1948 : П'яний янгол / 酔いどれ天使 — Мацунага
- 1949 : Безпритульний пес / 野良犬 — детектив Муракамі
- 1949 : Тихий двобій / 静かなる決闘 — Кьодзі Фудзісакі
- 1950 : Скандал / 醜聞 — Ітіро Аое
- 1950 : Раcьомон / 羅生門 — Тадзьомару
- 1950 : Ідіот / 白痴 — Кіндзі Камеда
- 1952 : Сайкаку: життя жінки / 西鶴一代女 — Кацуноске
- 1952 : Самурай: Шлях воїна / 宮本武蔵 — Такедзо
- 1955 : Самурай 2: Дуель біля храму / 続宮本武蔵　一乗寺の決闘 — Такедзо
- 1957 : Сім самураїв / 七人の侍 — Кікуті
- 1956 : Самурай 3: Двобій на острові / 宮本武蔵完結編　決闘巌流島 — Мімото Мусасі
- 1957 : Замок інтриг (Трон у крові) / 蜘蛛巣城 — Васідзу
- 1957 : На дні / どん底 — Сутекіті, злодій
- 1958 : Троє негідників у прихованій фортеці / 隠し砦の三悪人 — генерал Рокурота Макабе
- 1958 : Життя Мухомацу / 無法松の一生 — Мацугоро
- 1960 : Погані сплять спокійно / 悪い奴ほどよく眠る — Коїті Нісі
- 1961 : Охоронець / 用心棒, ようじんぼう — самурай Сандзуро Кувабатаке
- 1961 : Відважний Сандзюро / 椿三十郎 — самурай Сандзуро Кувабатаке
- 1963 : Рай та пекло / 天国と地獄 — Кинґо Ґондо
- 1965 : Червона борода / 赤ひげ — Кьодзо Нііде на прізвисько «Червона Борода»
- 1970 : Найдовший день Японії / 日本のいちばん長い日 — Коречіка Анамі, міністр армії
- 1976 : Мідвей / Midway — адмірал Ісороку Ямамото
- 1980 : Сьоґун (міні-серіал) / 将军 — Дайме Еси Торанага
- 1981 : Інчхон / Inchon — Сайто
- 1982 : Виклик / The Challenge — Тору Йошида
- 1991 : Подорож честі / Kabuto — Токуґава Ієясу